# لويس أغاسيز
كان جان لويس رودولف أغاسي (بالفرنسية: Jean Louis Rodolphe Agassiz)‏ (28 مايو 1807 - 14 ديسمبر 1873)، عالم أحياء وجيولوجيا أمريكي من مواليد سويسرا مُعترف به عالمًا مبتكرًا ونابغةً في تاريخ الأرض الطبيعي. نشأ أغاسي وترعرع في سويسرا، وحصل على درجة الدكتوراه في الفلسفة والطب من جامعة إيرلانخن وميونيخ على التوالي. بعد الدراسة مع كوفييه وهامبولت في باريس، عين أغاسي أستاذًا للتاريخ الطبيعي في جامعة نوشاتل. هاجر إلى الولايات المتحدة عام 1847 بعد زيارة جامعة هارفارد. ذهب ليصبح أستاذًا لعلم الحيوان والجيولوجيا في جامعة هارفارد، وترأس مدرسة لورانس العلمية وأسس متحف علم الحيوان المقارن.
يُعرف أغاسي بنظامه الخاص بجمع وتحليل بيانات الرصد. قدم مساهمات مؤسساتية وعلمية واسعة في علم الحيوان والجيولوجيا والمجالات ذات الصلة، بما في ذلك كتابة كتب بحثية متعددة الأجزاء يصل حجمها إلى آلاف الصفحات. يُعرف اغاسي بشكل خاص بمساهماته في تصنيف الأسماك، بما في ذلك الأنواع المنقرضة مثل الميغالودون، ودراسة التاريخ الجيولوجي، بما في ذلك تأسيس علم الجليد.
في القرنين العشرين والحادي والعشرين، شوهت مقاومة أغاسي للتطور الداروينيّ والإيمان بالخلقية والعنصرية العلمية المتضمنة في كتاباته عن تعدد الأجيال البشرية، سمعته، وأدت إلى إثارة الجدال حول تركته العلمية.

## النشأة
ولد لويس أغاسي في موتير (جزء من أوت-فولي في الوقت الحاضر) في كانتون فريبورغ السويسري. بما أنه ابن القس أغاسي، فقد تلقى تعليمه بداية في المنزل، ثم أمضى أربع سنوات في المدرسة الثانوية في بيان، ليلتحق بلوزان في عام 1818 ويكمل دراسته الابتدائية فيها. درس أغاسي في جامعات زيورخ وهايدلبرغ وميونيخ تواليًا، وأثناء وجوده هناك، وسّع معرفته بالتاريخ الطبيعي ولا سيما علم النبات. في عام 1829، حصل على درجة الدكتوراه من جامعة إرلانجن، وفي عام 1830، حصل على درجة دكتوراه في الطب من ميونيخ. انتقل إلى باريس، وكان تحت وصاية ألكسندر فون همبولت (ولاحقًا كرمه المالي). أطلق همبولت وجورج كوفييه على التوالي مسيرته المهنية في الجيولوجيا وعلم الحيوان، لكن علم تصنيف الأسماك سرعان ما أصبح محور عمل حياته.

## عمله
في عامي 1819-1820، قام عالما الأحياء الألماني يوهان بابتيست فون سبيكس وكارل فريدريش فيليب فون مارتيوس برحلة استكشافية إلى البرازيل. عادوا إلى أوطانهم في أوروبا ومعهم العديد من الأغراض الطبيعية، بما في ذلك مجموعة مهمة من أسماك المياه العذبة في البرازيل، وخاصة نهر الأمازون. لم يعش سبيكس، الذي توفي عام 1826، طويلًا بما يكفي ليعمل على تاريخ هذه الأسماك، واختار اغاسي لإكمال المشروع. انكبّ اغاسي على العمل بحماس كان السمة المميزة لأعماله طوال حياته. انتهى من مهمة وصف الأسماك البرازيلية ونشرها في عام 1829، وأتبعها ببحث في تاريخ الأسماك الموجودة في بحيرة نوشاتيل. وسع خططه في عام 1830، وأصدر نشرة عن تاريخ أسماك المياه العذبة في أوروبا الوسطى، لكن الجزء الأول من هذا المنشور لم يظهر حتى العام 1839 ولم يكتمل العمل غلا عام 1842.
في عام 1832، عين أغاسي أستاذًا للتاريخ الطبيعي في جامعة نوشاتيل. سرعان ما جذبت انتباهه أحافير الأسماك في صخور المنطقة المحيطة وألواح غلروس والأحجار الجيرية في مونتي بولكا. في ذلك الزمان، لم يكن قد أنجز إلا القليل في دراسة هذه الأحجار والأحافير علميًا. خطط أغاسي، في وقت مبكر من العام 1829، لنشر العمل الذي شكّل أساس شهرته العالمية. نُشرت خمسة مجلدات سُميت البحوث على الأسماك» منذ عام 1833 وحتى عام 1843، وقد وضّحها جوزيف دينكل بشكل رائع بواسطو رسوماته.

## وصلات خارجية
- لويس أغاسيز على موقع الموسوعة البريطانية (الإنجليزية)
- لويس أغاسيز على موقع إن إن دي بي (الإنجليزية)